# Let There Be Morning
Let There Be Morning är det andra albumet från det svenska indierockbandet The Perishers. Albumet släpptes 29 december 2003 av skivbolaget NONS.

## Låtlista
1. "Weekends"
2. "Sway"
3. "A Reminder"
4. "My Heart"
5. "Nothing Like You and I"
6. "Trouble Sleeping"
7. "Still Here"
8. "Going Out"
9. "Pills"
10. "Let There Be Morning"

## Singlar
- Sway
- Let There Be Morning
- Pills
- Trouble Sleeping